# Alina
Alina é um gênero de traça pertencente à família Arctiidae.